# Grace Elliott
Grace Dalrymple Elliott, född 1754, död 1823, var en skotsk kurtisan och memoarförfattare. Hon var känd för sina förhållanden till många av tidens berömda män och makthavare, främst den kunglige franske hertigen Filip av Orléans. Hon arresterades vid Robespierres regim under franska revolutionen och författade sina memoarer om sina upplevelser under franska revolutionen, Ma Vie Sous La Révolution, som publicerades postumt 1859.

## Biografi
Grace Dalrymple var dotter till en engelsk advokat, Hew Dalrymple, och uppfostrades i ett franskt kloster, där hon utbildades till att bli en medlem av societeten. Hon beskrivs som vacker, intelligent och sofistikerad. Hon återvände 1771 till Edinburgh i Skottland och gifte sig med den rike doktor John Elliott. År 1774 rymde hon hemifrån med Lord Valentia. Hon fick skilsmässa, men kidnappades av sin bror, som spärrade in henne i ett franskt kloster.
En av hennes beundrare, Lord Cholmondeley, hjälpte henne att fly till London, där hon blev lyxprostituerad. År 1782 födde hon en dotter, Georgina Seymour (1782-1813), döpt till "Georgina Frederica Augusta Elliott Daughter of His Royal Highness George Prince of Wales & Grace Elliott", som tidningen Morning Post hävdade var den erkända dottern till Georg IV av Storbritannien, med vilken hon då haft en kortvarig förbindelse. Det blev aldrig klargjort vem som var far, fast flera män hävdade faderskap.
Grace Elliott presenterades 1784 av prinsen av Wales för hertigen av Orléans, med vilken hon inledde ett förhållande, och från 1786 levde hon i Paris. Då Robespierre tog makten under franska revolutionen avrättades Orléans, trots sitt stöd för revolutionen. Grace Elliott arresterades 1793 såsom varande brittisk medborgare och rojalist och för att hon hade ett brev från politikern Charles James Fox till amiral Latouche-Treville, och anklagades för att ha hjälpt rojalisten Marquis de Champcenetz att fly från Paris. Brevet hade dock aldrig öppnats och visade sig vara politiskt ofarligt. Hon flyttades mellan flera fängelser men blev aldrig avrättad och frigavs då Robespierre störtades.
Hon ryktades ha haft Napoleon I bland sina kunder och tackat nej till hans frieri och avled som älskarinna till borgmästaren i staden Ville-d'Avray, där hon sedan dog.